# Модест Санцин
Модест Санцин (Трст, 15. јун 1902 — Випава, 8. новембар 1964) је био југословенски и словеначки филмски и позоришни глумац.

## Филмографија
| Год.  | Назив            | Улога \|- style="background: Lavender; text-align:center; " | 1950.-те | 1950.-те | 1950.-те | 1950.-те |
| 1951. | Трст             | Гаљоф                                                       |          |          |          |          |
| 1951. | Кекец            | Мисјек                                                      |          |          |          |          |
| 1952. | Свет на Кајжарју | Кејац                                                       |          |          |          |          |